# Ceratina loquata
Ceratina loquata är en biart som beskrevs av Nurse 1902. Ceratina loquata ingår i släktet märgbin, och familjen långtungebin. Inga underarter finns listade i Catalogue of Life.